# Bojan Vuletić

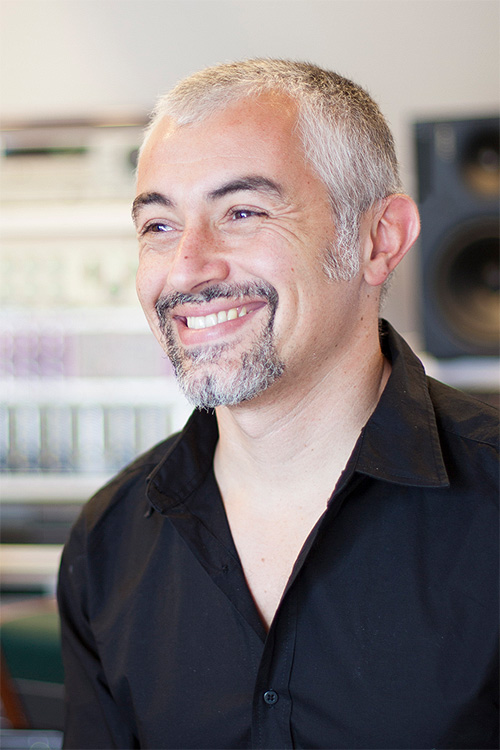
Bojan Vuletić, 2011

Bojan Vuletić (* 11. Juni 1971 in Belgrad, Jugoslawien) ist Komponist und Musiker.
Für die Musik von Bojan Vuletić ist das Überwinden von Form- und Genregrenzen und sein interdisziplinäres Wirken bei Theaterstücken, Kunstinstallationen, Filmen, zeitgenössischem Tanz und Poesie charakteristisch. Seine kompositorischen Arbeiten reichen von Kammermusik bis Orchester und Bigband, von zeitgenössischer bis improvisierter Musik, von Weltmusik bis Pop für eine große Vielfalt an Ensembles und Projekten.

## Leben und Musik
Bojan Vuletić wurde in Belgrad, Serbien (ehemals Jugoslawien) geboren und ist die meiste Zeit in Deutschland aufgewachsen. Seit seiner Kindheit wurde er in Violine und Gitarre unterrichtet. Bevor er an einem Konservatorium Musik studierte, schloss er sein Studium der Physik an der Ludwig-Maximilians-Universität München mit einer Diplomarbeit in Astro-Physik über Galaxienentwicklung ab. Daraufhin studierte er Jazz-Gitarre an der niederländischen Hogeschool voor de Kunsten Arnhem und danach Komposition an der Messiaen-Akademie bei Paul Keijsers und Martin Fondse.
Er gründete mehrere musikalische Ensembles (u. a. das deutsch-niederländische „Biyuya Ensemble“), spielte auf Konzerten und Aufnahmen in den USA, Europa, Südkorea, Japan, Kanada, Ägypten und Russland und war als musikalischer Leiter verantwortlich für größere Projekte, wie „Polyphonie“ und „Schlaf, Menschlein, Schlaf“ in Zusammenarbeit mit den Duisburger Philharmonikern im Rahmen der Kulturhauptstadt Europas RUHR 2010.
Vuletić hat in den USA mit Musikern wie Zeena Parkins, Nate Wooley, Matt Moran, Daniel Levin, Anita Hustas, Audrey Chen, Chao Yun Luo, Jon Irabagon, Anna Webber, Harris Eisenstadt, Ingrid Laubrock und Bojan Zulfikarpašić gespielt. In Asien hat er mit Soo-Jung Kae, Chang U Choi und den Moonshiners zusammengearbeitet. In Deutschland und Europa komponierte, arrangierte und spielte er u. a. für und mit: Vera Westera, Soleil Niklasson, Minerva Diaz Perez, Michael Gustorff, Philipp Kullmann, Patrice Bart-Williams, Tsvetomir Tsankov, Lillo Scrimali, Heinz Hox, Christoph Titz, Nico Brandenburg, Sebastian Gahler, Die Toten Hosen, Frank Schulte, Pablo Giw, Alina Bercu, Markus Stockhausen und Trovači. Für seinen Zyklus RecomposingArt sind bisher Kompositionen entstanden zu Gedichten von Paul Celan (Atemwende, 2011), Bildern von Gerhard Richter (Unschärfe, 2012), einem Roman von Boris Vian (L'écume des jours' 2013), einem Film von Michael Haneke (Code Inconnu, 2014), zwei Erzählungen von Franz Kafka (Die Verwandlung / Bericht für eine Akademie, 2015), einem Bild von Pablo Picasso (Guernica, 2016), einer Erzählung von Haruki Murakami (The strange library (of Babel), 2017) sowie 8 Bildern von Cy Twombly (beautiful in the subversion of beauty, 2018).
Wichtige Uraufführungen waren ALL QUIET ON THE WAR FRONT, Visions of Excess, I hear you, Flügel, schwebend und Zweig und Eselin, dirigiert von Cymin Samawatie als Auftragskompositionen der Tonhalle Düsseldorf.
Vuletić arbeitet regelmäßig mit visuellen Künstlern wie Aurelia Mihai zusammen und ihn verbindet eine jahrelange Zusammenarbeit mit Danica Dakić, wie auf der Documenta 12 und den Biennalen in Venedig, Istanbul und Liverpool. 2023 war mit the space between your ears eine Einzelausstellung im Kunst im Tunnel in Düsseldorf zu sehen.
Er komponierte und spielte Musik für Regisseure wie Volker Hesse, Dedi Baron, Günther Beelitz, Nurkan Erpulat, Bettina Jahnke, Fabian Sattler, Alexander Steindorf, Christof Seeger-Zurmühlen und Thorsten Weckherlin an Bühnen wie dem Düsseldorfer Schauspielhaus und dem Landestheater Burghofbühne. Darunter auch die Musik für die Brecht-Stücke „Der kaukasische Kreidekreis“, „Die heilige Johanna der Schlachthöfe“ und „Der aufhaltsame Aufstieg des Arturo Ui“, die offiziell von Barbara Brecht-Schall und der Brecht-Erben GmbH als neue Komposition genehmigt wurde. Als Komponist und Performer war Vuletić in zeitgenössischen Tanzstücken in Asien, Nordamerika und Deutschland zu hören, u. a. für die Choreographen Yun-Jun Kim und Marcus Grolle.
Das von ihm für die Autorin Naomi Schenck produzierte Hörspiel „Das Rätsel des Schafs“ gewann 2006 den Preis für die „Premiere im Netz“ der ARD-Hörspieltage und seine vom serbischen Sender RTS in Auftrag gegebene Radio Installation „Photo Sensitive, 1“ wurde für eine Vielzahl internationaler Preise nominiert.
Bojan Vuletić ist Förderpreisträger der Stadt Düsseldorf 2012 und war von 2014 bis 2016 musikalisch-künstlerischer Leiter des Jungen Schauspielhauses in Düsseldorf.
Gemeinsam mit dem Regisseur Christof Seeger-Zurmühlen hat Vuletić 2012 das jährliche ASPHALT Festival in Düsseldorf gegründet, das sie seitdem gemeinsam leiten.
2016 bis 2017 vertrat er die Professur von Danica Dakić an der Bauhaus-Universität Weimar im Master-Studiengang Kunst im öffentlichen Raum und neue künstlerische Strategien.

## Auszeichnungen
2012: Förderpreisträger Musik der Stadt Düsseldorf.

## Ausstellungen
- 2013: Kunsthalle Düsseldorf. Zu Gast im KIT - Kunst im Tunnel: sonic states. Klangarchitekturen - Interaktionen & Zustande. Frank Schulte und Bojan Vuletic

## Ausgewählte Diskografie (als Musiker, Komponist und Produzent)
- CD „Raging Low“ – B1, Ignoring Gravity Music (IGM 01-01, 2001)
- CD „Grace.“ – Irene Latzko & Bojan Vuletić, Ignoring Gravity Music (IGM 02-02, 2002)
- CD „Breakdown.yu“ – Biyuya Ensemble, Ignoring Gravity Music (IGM 03-03)
- CD „Birdy“ – Biyuya Ensemble, Ignoring Gravity Music (IGM 04-05, 2004)
- LP 12" „What 2 Do“ – Can 7, Peppermint Jam (PJMS 0074)
- EP VINYL „The One Cultural Groove“ – Raw Artistic Soul, GoGoMusic (GOGO 010)
- EP VINYL „Kana“ – Raw Artistic Soul, GoGoMusic (GOGO 012)
- CD „Der Einzug in den Kontrabass“ – Sara Camatta (audio book) (Carl Löwe Edition, 2004)
- CD „What About Love“ – Raw Artistic Soul, GoGoMusic (GOCD 002, 2005)
- CD „True Khoisan“ – Laygwan Sharkie (2005)
- CD „GO!“ – Various Artists (GOCD 001, 2005)
- EP VINYL „What About Love EP“ – Raw Artistic Soul (GOGO 014, 2005)
- CD-Single „Welcome To Deutschland“ – Trovaci, Ignoring Gravity Music (IGM 06-06, 2006)
- CD „GO!!“ – Various Artists (GOCD 003, 2006)
- LP 12" „Miami Theme & Fela Brasil“ – Raw Artistic Soul, GoGoMusic (GOGO 020, 2006)
- CD „You Got Rhythm Too“ – Raw Artistic Soul, GoGoMusic (GOCD 004, 2007)
- CD-Single „Paradies“ – Trovaci, Ignoring Gravity Music (IGM 07-08, 2007)
- CD „Kuku Lele“ – Trovaci, Ignoring Gravity Music (IGM 07-07, 2007)
- CD „Green Is For Push, Red Is For Pull“ – Soo-Jung Kae, Chang-U Choi & Bojan Vuletić, Ignoring Gravity Music (IGM 07-09, 2007)
- CD-Single „Kako Tako“ – Trovaci, Ignoring Gravity Music (IGM 07-10)
- EP „Moonshiners“ – Moonshiners (EGG Music Korea, 2008)
- LP „Squidco“ – Paul Lytton & Nate Wooley (Broken Research Music, USA, 2008)
- CD „Berlin“ – Tango del Sur West Wind Latina (WW2254)
- DVD „Polyphonie at Philharmonie Duisburg 2008“ (Institut für Bildung und Kultur, 2008)
- CD „A View Amazing“ – Vera Westera, Ignoring Gravity Music (IGM 08-11, 2008)
- DVD „Polyphonie at Philharmonie Duisburg 2009“ – Benny Stolz (Institut für Bildung und Kultur, 2009)
- CD „Creek above 33“ – Paul Lytton & Nate Wooley (PSI Records, USA, 2010)
- CD „Malo Morgen“ – Trovaci, Electrique Mud Records (MUD007-2, 2010)
- CD „Atemwende“ – Nate Wooley & MIVOS quartet, Ignoring Gravity Music (IGM 12-13, 2013)

## Ausgewählte Publikationen
- Hans Steingen, Bojan Vuletić: In aller Stille (Die Toten Hosen). Songbook 80 Seiten, Bosworth 2009, ISBN 9783865434111.
- Flavia Nebauer, Bojan Vuletić: Musik mit älteren Migranten. Erschienen in „Kulturkompetenz 50+ – Praxiswissen für die Kulturarbeit mit Älteren“, herausgegeben von Kim de Groote, Almuth Fricke, kopaed, 2010, ISBN 9783867363198.